# Nikolai Novosjolov
Nikolai Novosjolov (en russe, Николай Новосёлов, né le 9 juin 1980 à Haapsalu) est un escrimeur estonien qui pratique l'épée.

## Biographie
Nikolai Novosjolov est champion du monde individuel d'épée à Paris en 2010 et à Budapest en 2013. Il est aussi vice-champion du monde en 2001 à l'épreuve d'épée par équipes.
Il participe aux Jeux olympiques de 2000 à Sydney et à ceux de Pékin en 2008. Il est qualifié pour ceux de Londres en 2012, mais échoue à la 9e place, après une défaite dès les huitièmes de finale, contre l'Américain Seth Kelsey. Il remporte en revanche le classement général de la Coupe du monde d'escrime 2011-2012 à l'épée individuelle, en gagnant notamment l'épreuve de Coupe du monde de Tallinn et le Grand Prix Charlotte Bernadotte de Stockholm. En 2014 et 2015, il devient champion de France par équipes avec l'Escrime Rodez Aveyron.
Il est titulaire de l'Ordre de l'Étoile blanche d'Estonie, 3e classe depuis 2011.
Il est désigné Sportif estonien de l'année en 2010 et en 2013.

## Palmarès
- Championnats du monde d'escrime
  -  Médaille d'or à l'épée individuelle aux Championnats du monde d'escrime 2013 à Budapest
  -  Médaille d'or à l'épée individuelle aux Championnats du monde d'escrime 2010 à Paris
  -  Médaille d'argent à l'épée par équipes aux Championnats du monde d'escrime 2001 à Nîmes
  -  Médaille d'argent à l'épée individuelle aux championnats du monde d'escrime 2017 à Leipzig

- Championnats d'Europe d'escrime
  -  Médaille d'argent à l'épée par équipes aux Championnats d'Europe d'escrime 2015 à Montreux
  -  Médaille d'argent à l'épée individuelle aux Championnats d'Europe d'escrime 2012 à Legnano

- Coupe du monde d'escrime
  - 1er Vainqueur à l'épée individuelle de la Coupe du monde d'escrime 2011-2012
- Championnats de France par équipes
- 1er en 2014 et 2015 avec le club de escrime Rodez Aveyron

## Classement en fin de saison
| Année | 2002 | 2003 | 2004 | 2005 | 2006 | 2007 | 2008 | 2009 | 2010 | 2011 | 2012 | 2013 | 2014 | 2015 | 2016 | 2017 |
| ----- | ---- | ---- | ---- | ---- | ---- | ---- | ---- | ---- | ---- | ---- | ---- | ---- | ---- | ---- | ---- | ---- |
| Rang  | 24   | 78   | 58   | 288  | 35   | 53   | 47   | 14   | 3    | 12   | 1    | 2    | 15   | 11   | 16   | 3    |